# Mémorial du génocide de Muyumbu
Le mémorial du génocide de Muyumbu est un site commémoratif rwandais situé à Muyumbu, dans le district de Rwamagana, province de l’Est. Il honore la mémoire des victimes du Génocide de 1994 perpétré contre les Tutsi au Rwanda et figure parmi les premiers lieux d’inhumation et de recueillement mis en place après 1994.

## Emplacement

### Localisation
Le mémorial se trouve à Muyumbu, district de Rwamagana, à l’est de Kigali, dans la province de l’Est.

### Contexte
Muyumbu est une localité en développement située aux abords de Kigali.
| \| 150 km1:3 445 000 \| Kibuye Gisenyi Bisesero Ntarama Kigali Nyamata Murambi Rusiga |
| 150 km1:3 445 000                                                                     |

| Mémoriaux du génocide des Tutsis au Rwanda |
| (2018) Année d'inauguration                |

Le Mémorial du génocide de Muyumbu fait partie d'un ensemble de nombreux sites commémoratifs, tombes communes présents sur le territoire du Rwanda et en dehors, liés au génocide de 1994.
Quelques sites commémoratifs font partie du patrimoine mondial de l'UNESCO.

Communes du Rwanda en 1994

## Histoire
Selon The New Times, Muyumbu abrite le premier mémorial du génocide du pays : c’est là que, le 13 novembre 1994, des victimes du génocide contre les Tutsi ont été officiellement inhumées dans un site mémoriel dédié. En avril 2017, une nouvelle cérémonie a rendu les honneurs à des victimes supplémentaires, 26 personnes ayant reçu une sépulture décente au mémorial.

## Particularités
Le site mémoriel accueille des cérémonies de commémoration (Kwibuka) et des réinhumations, contribuant au travail de mémoire et d’éducation sur le génocide contre les Tutsi.
Le mémorial comprend des sépultures collectives et un espace de recueillement. Il accueille régulièrement des cérémonies de commémoration (Kwibuka) et des activités de mémoire portées par les autorités locales, les survivants et les familles des victimes.